# Савеј
Савеј, син Бихријев  је библијска личност. Потиче из Венијаминовог племена.
Када се Давид, после похода на свог сина Авесалома, потиштен од туге, вратио у Јерусалим, дошло је до побуне међу људима, коју је предводио Савеј. Гоњен од Давидових трупа, закључао се у утврђеном граду Авељу. Опсада је могла да се одужи да, по савету једне жене, грађани нису ухватили побуњеника, чија је глава бачена преко зидина града Давидовом заповеднику Јоаву (2 Сам. 19-20). 
Савејева побуна је била први излив антидинастичког покрета северних племена, који је касније довео до потпуног отцепљења десет израиљских племена из Давидовог племена.